# 갈루와/카운터 모드
암호학에서 갈루와/카운터 모드(Galois/Counter Mode, GCM)는 성능을 위해 널리 채택된 대칭 키 암호 블록 암호의 운용 방식이다. 저렴한 하드웨어 자원을 가지고 최신의 고속의 통신 채널을 위한 GCM 처리 속도를 달성할 수 있다. 이 운용은 데이터 무결성과 신뢰성을 모두 제공하기 위해 설계된 인증된 암호화 알고리즘이다. GCM은 128비트 블록 크기의 블록 암호를 위해 정의된다. GMAC(Galois Message Authentication Code)는 GCM의 인증 전용판으로, 증강 메시지 인증 코드를 생성할 수 있다. GCM와 GMAC 둘 다 임의의 길이의 초기화 벡터를 수용할 수 있다.

## 같이 보기
- 인증된 암호 방식
- 블록 암호 운용 방식